# Tel Na‘ama
Tel Na‘ama (hebreiska: תל נעמה) är en kulle i Israel.   Den ligger i distriktet Norra distriktet, i den norra delen av landet. Toppen på Tel Na‘ama är 83 meter över havet.
Terrängen runt Tel Na‘ama är huvudsakligen kuperad, men den allra närmaste omgivningen är platt.Runt Tel Na‘ama är det tätbefolkat, med 659 invånare per kvadratkilometer. Närmaste större samhälle är Qiryat Shemona, 4,1 km nordväst om Tel Na‘ama. Trakten runt Tel Na‘ama består till största delen av jordbruksmark.